# 1989 en journalisme
Cet article présente les faits marquants de l'année 1989 en journalisme.

## Évènements
- Création du journal El Mundo[1].